# Paracles honora
Paracles honora là một loài bướm đêm thuộc phân họ Arctiinae, họ Erebidae.